# Revo Uninstaller
Revo Uninstaller es un desinstalador para Microsoft Windows. Este desinstala programas y, además, elimina todos los archivos y entradas del registro de Windows dejados por el desinstalador del programa o por la función de desinstalación de Windows.

## Características
Previamente, Revo Uninstaller ejecuta el desinstalador incorporado en el programa seleccionado, luego busca y elimina los archivos y entradas del registro asociadas que el programa de desinstalación puede que no extraiga de la unidad del usuario.
Revo Uninstaller también realiza la limpieza de:
- Archivos en la carpeta temporal.
- Entradas en la carpeta de aplicaciones de inicio de Windows.
- Historial y memoria caché del navegador de Internet Explorer, Firefox, Opera y Netscape.
- Lista de archivos recientemente abiertos en aplicaciones de Microsoft Office.

Revo Uninstaller también puede eliminar archivos irrecuperables.
Se encuentra disponible una versión portátil que puede ser ejecutada sin necesidad de instalarse o modificar el sistema, en particular desde medios de almacenamiento externos, como unidades USB y unidades de red.
La versión gratuita de Revo Uninstaller no considera o desinstala aplicaciones de 64 bits.